# エマヌエーレ・フィリベルト・ディ・サヴォイア (1588-1624)
エマヌエーレ・フィリベルト・ディ・サヴォイア（Emanuele Filiberto di Savoia, 1588年4月26日 - 1624年8月3日）は、イタリアの諸侯家門サヴォイア家の公子、スペイン領シチリア副王（在任：1622年 - 1624年）。

## 生涯
サヴォイア公カルロ・エマヌエーレ1世とその妻でスペイン王フェリペ2世の娘であるカタリーナ・ミカエラの間の第3子、三男として生まれた。聖職者の道を進むよう期待され、聖ヨハネ騎士団の騎士にも叙任されたが、後に軍人を志すようになる。1603年、2人の兄フィリッポ・エマヌエーレおよびヴィットーリオ・アメデーオとともに母の故国スペインに留学し、学業を修めて1606年に帰国した。1610年に再びスペインに移って叔父のフェリペ3世王に仕え、海軍提督の職を与えられた。1622年、シチリア副王に任命されたが、着任の2年後にペストに罹って急死した。亡骸はエル・エスコリアル修道院内の王子廟に葬られた。